# Mariano Acosta
Mariano Acosta (Buenos Aires, 8 settembre 1825 – Buenos Aires, 17 settembre 1893) è stato un politico argentino.
Negli anni dell'università si rifugiò in Europa per non aderire al programma federalista di Juan Manuel de Rosas. Tornato in patria, nel 1852 fu eletto deputato, dal 1862 al 1865 fu Ministro dell'interno per la provincia di Buenos Aires e poi governatore di questa, e infine vicepresidente della Repubblica dal 1874 al 1880 di Nicolás Avellaneda.
Contribuì molto al progresso culturale e materiale del suo paese.